# Leptobrachella applebyi
Leptobrachella applebyi är ett groddjur i familjen Megophryidae som förekommer i Sydostasien. Arten listades ursprungligen i släktet  Leptolalax.
Detta groddjur hittas endast i en liten region i centrala Vietnam. Det lever i bergstrakter mellan 1300 och 1700 meter över havet. Uppskattningsvis är utbredningsområdet maximalt 245 km² stort. I regionen finns fuktiga städsegröna skogar och träskmarker. Exemplaren har maximal två meter avstånd från vattendrag. Hannar som har ropat efter honor dokumenterades i mars och juli. De flesta fynd är från Song Thanh naturreservatet.
Populationer som lever utanför skyddszonen hotas av landskapsförändringar. Troligtvis minskar hela beståndet lite. IUCN listar arten som starkt hotad (EN).